# Borolia tacuna
Borolia tacuna är en fjärilsart som beskrevs av Felder 1874. Borolia tacuna ingår i släktet Borolia och familjen nattflyn. Inga underarter finns listade i Catalogue of Life.